# Antoni Serra Illas
Pour les articles homonymes, voir Antoni Serra.
 (février 2025).
Si vous disposez d'ouvrages ou d'articles de référence ou si vous connaissez des sites web de qualité traitant du thème abordé ici, merci de compléter l'article en donnant les références utiles à sa vérifiabilité et en les liant à la section « Notes et références ».
Antoni Serra Illas, né le 1er octobre 1939 à Mataró (province de Barcelone, Espagne), est un entraîneur espagnol de basket-ball. Il remporte trois fois le championnat d'Espagne avec le Joventut de Badalona et le FC Barcelone en 1978, 1981 et 1983.

## Biographie
Antoni Serra commence à sa carrière d'entraîneur dans les années 1960 au sein du club de sa ville natale, le CB Mataró. Il entraîne ensuite le Bàsquet Manresa qu'il fait monter en première division dans les années 1970.
En parallèle à son travail avec Manresa, il est recruté par la Fédération espagnole de basket comme sélectionneur de l'équipe espoir entre 1969 et 1975. L'Espagne espoir obtient la médaille d'argent aux championnats d'Europe de 1973 à Angri.
En 1977, il est recruté par le Joventut de Badalona. Dès sa première saison à Badalone, le club remporte à la surprise générale le championnat d'Espagne. Il est élu meilleur entraîneur de l'année en Espagne.
En 1979, il rejoint le FC Barcelone présidé alors par José Luis Núñez qui souhaite construire une équipe capable de rivaliser avec l'hégémonie du Real Madrid dans le basket espagnol.
Antoni Serra restructure l'équipe et donne le protagonisme à de jeunes joueurs talentueux tels que Nacho Solozábal, Epi, Chicho Sibilio, De la Cruz... Serra construit une grande équipe qui remporte deux fois le championnat d'Espagne et quatre fois la Coupe d'Espagne. Barcelone parvient aussi en finale de la Coupe des coupes (1981) et de la Coupe d'Europe (1984). La défaite en finale de la Coupe d'Europe en 1984 à Genève face aux Italiens du Banco di Roma marque la fin d'un cycle.
Le 17 janvier 1985, Antoni Serra est limogé après 21 journées de championnat en raison des mauvais résultats et de la détérioration de sa relation avec les joueurs. Il est remplacé par son assistant Manolo Flores qui en fin de saison remporte la Coupe des coupes, le premier titre européen de la section basket du Barça.
Antoni Serra entraîne ensuite Mataró en D2, puis en 1987 il rejoint Pamesa Valencia. Il fait monter le club valencien en première division, mais est limogé peu après le 15 janvier 1989 (remplacé par Toni Ferrer).
Il rejoint ensuite le CB Mallorca (D2) où il entraîne pendant deux saisons (1989-1991). En 1991, Antoni Serra quitte le club et décide d'orienter sa vie professionnelle vers un autre domaine, loin du basket.

## Clubs entraînés
- CD Mataró : 1963-1969.
- Bàsquet Manresa : 1969-1977.
- Joventut de Badalona : 1977-1979.
- FC Barcelone : 1979-1985.
- Procesator Mataró (D2) : 1985-1986.
- Pamesa Valencia : 1987-1989.
- CB Mallorca (D2) : 1989-1991.

## Palmarès
Avec le Joventut de Badalona :
- Championnat d'Espagne : 1978

Avec le FC Barcelone :
- Championnat d'Espagne : 1981 et 1983
- Coupe d'Espagne : 1980, 1981, 1982 et 1983
- Vice-champion de la Coupe d'Europe : 1984
- Vice-champion de la Coupe des coupes : 1981

Avec l'équipe d'Espagne espoir :
- Médaille d'argent au championnat d'Europe : 1973

### Distinction personnelle
- Meilleur entraîneur espagnol de l'année : 1978